# لباقة
اللباقة (مصدر لَبُقَ)«تَكَلَّمَ بِلَبَاقَةٍ»: بِحِذْقٍ، بِلُطْفٍ، بِكِيَاسَةٍ «أَظْهَرَ مَعْرِفَةً وَلَبَاقَةً فِي الْمُفَاوَضَاتِ» وهي الليونة في الأخلاق، واللطافة، والظرافة. واللباقة في التحدث هي الليونة، واللطافة، والظرافة فيه. وهي من الصفات التي تتمتع بها الشخصية الاجتماعية الحكيمة. فالإنسان الذي يجيد كيف يتكلم، وكيف يجري حواراً، أو نقاشاً مع طرف آخر بشكل إيجابي هادئ، لا شك أنه حكيم. ومن الحكمة، واللباقة في النقاش، البدء بنقاط الاتفاق وتأكيدها، والحصول من الطرف الآخر على موافقات.
واللباقة في الكلام لا تعني بحال الاحتيال على الناس، وجني المصالح منهم، بل هي خلق يعتمد على الإخلاص، والنية الصادقة. ويلزم لمن يستعمل اللباقة من أجل المادة والمصالح بعيداً عن مبادئ الأخلاق أن يعيد النظر في فهمه لمعنى اللباقة، وإن كانت المصالح المتبادلة المشروعة البعيدة عن الاستغلال، والاحتيال، لا بأس بها.

## بوادر اللباقة
اللباقة مطلوبة في الحوار الكلامي، والنقاش، ومن اللباقة إعطاء الطرف الآخر، فرصة التحدث، وإبداء الآراء.
ومن الأمور غير الإيجابية التي تحدث في هذا المجال، أنك ترى قسماً من الناس إذا تحاوروا أو تناقشوا مع غيرهم، تنظر إليهم وكأنهم في غابة، فلا مجال لآداب الكلام عندهم، فهذا يتكلم، والآخرون يتكلمون في نفس الوقت، فتحدث غوغاء كلامية متعبة، وربما مصحوبة بالانفعال، والغضب، والتعصب.
وللأسف الشديد أن قسماً من الناس في مجتمعاتنا ينقصهم عنصر اللباقة في التحدث والحوار، مع أن الإسلام أمرنا، بخلق اللباقة قبل أكثر من 1400 عاماً. ولو أنهم التزموا نظاماً في التحدث، واستخدموا اللباقة، لوفروا على أنفسهم الكثير من الوقت، والعناء، ولتوصلوا إلى ما يريدون بكل سهولة ويسر.
ولقد أعطى الإسلام للقول والكلام، قواعد، وآداباً، وحدوداً لكي يكون الإنسان حكيماً في قوله وكلامه، وما أكثر هذه القواعد، والآداب والحدود!
فإذا أردت أن تكسب الناس، كن حكيماً في أن تكون متحدثاً لبقاً، وبإخلاص.
- اللباقة هي ميزة جميلة وهي من الميزات التي يجب أن يتحلى بها أي شخص ولا يستثنى منها أحد، واللباقة هي القدرة على الإحساس بمشاعر وأفكار الآخرين والتجاوب معها والتصرف بما تقتضيه هذه الاتجاهات وبما يجعل التفاهم معهم سهلاً ومحبباً.

## وصلات خارجية
- اللباقه في الكلام يوتيوب على يوتيوب